# اتفاق سيناء المؤقت
كان اتفاق سيناء المؤقت، المعروف أيضًا باسم اتفاق سيناء الثاني، اتفاقًا دبلوماسيًا وقعته مصر و‌إسرائيل في 4 سبتمبر 1975. وأقيمت مراسم التوقيع في جنيف.
وذكر الاتفاق أن النزاعات بين البلدين «لا يجوز حلها بالقوة العسكرية وإنما بالوسائل السلمية.» كما دعا «إلى انسحاب لاحق في سيناء ومنطقة عازلة جديدة للأمم المتحدة.» وبالتالي، عزز الاتفاق التزام مصر وإسرائيل بالتقيد بقرار الأمم المتحدة 338 ووطد العلاقات الدبلوماسية بين مصر وإسرائيل و‌الولايات المتحدة.
والغرض من هذا الاتفاق في أعين المصريين، هو استرداد أكبر جزء ممكن من شبه جزيرة سيناء (التي احتلتها إسرائيل منذ عام 1967) من خلال الدبلوماسية. وعلى الرغم من أن الاتفاق عزز علاقة مصر مع العالم الغربي، فإنه قلص من علاقاتها مع الأعضاء الآخرين في جامعة الدول العربية (على وجه التحديد سوريا و‌منظمة التحرير الفلسطينية).

## وصلات خارجية
- Interim Agreement between Israel and Egypt، من موقع الكنيست